# Bulbophyllum machupicchuense
Bulbophyllum machupicchuense là một loài phong lan thuộc chi Bulbophyllum.